# Limacinoidea
Limacinoidea is een superfamilie van weekdieren uit de klasse van de Gastropoda (slakken).

## Familie
- Limacinidae Gray, 1840